# Részszínezés

Egy gráf nem optimális, négy színt használó részszínezése. A piros és kék, illetve a zöld és sárga színeket összevonva mindössze két színnel is lehetséges a részszínezés.

A matematika, azon belül a gráfelmélet területén egy gráf részszínezése (subcoloring) a gráf csúcsaihoz színek rendelése oly módon, hogy minden színosztály klikkek diszjunkt unióját feszítse ki a gráfban – tehát minden színosztály egy-egy klasztergráfot alkosson.
A G gráfhoz tartozó χS(G) részkromatikus szám (subchromatic number) a G részszínezéséhez minimálisan szükséges színek száma.
A részszínezést és a részkromatikus számot (Albertson et al. 1989) vezette be.
Egy gráf minden jó színezése és komplementer színezése egyben részszínezés is, így egy gráf részkromatikus száma legfeljebb a komplementer kromatikus számmal egyezik meg, ami viszont legfeljebb a kromatikus számmal.
A részszínezési probléma pontosan olyan nehéz, mint a színezésé, NP-nehéz. Annak megállapítása, hogy egy síkbarajzolható gráf részkromatikus száma legfeljebb 2-e, még akkor is NP-teljes, ha a szóban forgó gráf:
- háromszögmentes, maximális fokszáma 4 (Gimbel & Hartman 2003) (Fiala et al. 2003),
- összehasonlíthatósági gráf, 4 maximális fokszámmal (Ochem 2017),
- páros gráf élgráfja, 4 maximális fokszámmal (Gonçalves & Ochem 2009),
- 5 girthparaméterű (Montassier & Ochem 2015).

Egy kográf részkromatikus száma ellenben polinom időben kiszámítható (Fiala et al. 2003). Bármely rögzített r egészre polinom időben eldönthető, hogy adott intervallumgráf vagy permutációgráf részkromatikus száma legfeljebb r-e (Broersma et al. 2002).

## Fordítás
- Ez a szócikk részben vagy egészben a Subcoloring című angol Wikipédia-szócikk ezen változatának fordításán alapul.  Az eredeti cikk szerkesztőit annak laptörténete sorolja fel. Ez a jelzés csupán a megfogalmazás eredetét és a szerzői jogokat jelzi, nem szolgál a cikkben szereplő információk forrásmegjelöléseként.